# Смит, Сидней (адмирал)
Сэр Уильям Сидней Смит (англ. Sir William Sidney Smith), GCB, GCTE, KmstkSO (21 июня 1764, Вестминстер, Лондон — 26 мая 1840, Париж) — британский адмирал. Наряду с Горацио Нельсоном, один из британских героев этого периода.
Несмотря на участие в многочисленных боях против Франции, всегда оставался франкофилом; после восстановления монархии поселился в Париже, где жил до своей смерти.

## Ранние годы
Уильям Сидней Смит родился 21 июня 1764 года в семье гвардейского капитана Джона Смита и Мэри Уилкинсон, дочери известного британского торговца. В июне 1777 года в возрасте тринадцати лет поступил в Королевский флот.
Во время американской войны Сидней Смит принимал участие в крейсерстве у берегов Северной Америки, в Сен-Висентском, Чесапикском и Доминикском сражениях. 25 сентября 1780 года назначен лейтенантом на корабль 3-го ранга HMS Alcide.
В 1781 году отличился в Чесапикском сражении, а в 1782 году — в сражении у островов Всех Святых, за что получил своё первое командование — шлюп HMS Fury.
Вскоре Смита назначили капитаном более крупного фрегата, но в 1783 году, после заключения Версальского мира его, как и многих других офицеров флота, перевели в запас с половиной жалованья.

## Служба в шведском флоте
В 1790 году Смит подал прошение о разрешении служить в Королевском шведском флоте во время войны между Швецией и Россией. Король Густав III назначил Смита командующим легкой эскадрой и своим главным военно-морским советником. Эскадра Смита смогла взять некоторый реванш после разгрома шведского корабельного флота, покинувшего после месячной осады Выборгский залив, и подвергнувшемуся преследованию русского флота (Выборгское морское сражение), в последующей битве, известном как Второе Роченсальмское сражение или Битва при Свенскунде (швед. Slaget vid Svensksund). Битва закончилась тяжёлым поражением русского флота: русские потеряли шестьдесят четыре корабля и более тысячи человек, шведские потери составили четыре корабля при незначительных потерях живой силы. За этот успех Смит был посвящен в рыцари и сделан командором Большого креста (швед. Svärdsorden) ордена Большого шведского меча. После заключения Вярэляского мира (август 1790) вернулся в Англию.

## Французские революционные войны
В 1792 году младший брат Смита, Джон, был назначен в британское посольство при османском дворе в Константинополе. Смит получил разрешение на поездку в Турцию. Когда в январе 1793 года началась война с революционной Францией, Смит нанял команду британских моряков и присоединился к британскому флоту под командованием адмирала лорда Худа, который по приглашению французских роялистов занял Тулон — главный средиземноморский порт французского флота.

### Тулон
К моменту прибытия Смита в декабре 1793 года, Тулон был окружен войсками Республики, в числе которых находился полковник артиллерии Наполеон Бонапарт. У англичан и их союзников не хватало войск для обороны, поэтому порт был эвакуирован. Смит, служивший добровольцем без должности, получил задание сжечь как можно больше французских кораблей и складов накануне сдачи. Из-за отсутствия поддержки со стороны испанских войск, посланных ему на помощь, более половины французских кораблей остались неповрежденными. Хотя Смит уничтожил больше французских кораблей, чем весь британский флота к этому моменту, Нельсон и Коллингвуд, среди прочих, обвинили его в том, что он не смог уничтожить весь французский флот.

### Средиземноморье
В 1795 году Смит был назначен командиром фрегата «Диамант» в составе эскадры под командование коммодора Д. Б. Уоррена и отличился во время разведывательных действий на рейде Бреста.
В 1798 году Сидней Смит командовал 80-пушечным кораблем «Тигр» в составе Средиземноморской эскадры под командование лорда Сент-Винсента и вместе со своим братом Джеймсом Спенсером Смитом, британским посланником в Константинополе, участвовал в мирных переговорах с Портой. Осенью того же года он командовал отрядом английских судов в восточной части Средиземного моря.

### Возвращение в Британию
По возвращении в Англию в 1801 году Смит получил несколько наград и пенсию в размере 1000 фунтов стерлингов, но его славу затмил Нельсон, которого провозгласили победителем в Копенгагенского сражения. Во время краткого Амьенского мира Смит был избран членом парламента от Рочестера (графство Кент) на выборах 1802 года. Есть веские доказательства того, что в этот периоду него был роман с принцессой Каролиной Брауншвейгской, бывшей женой принца Уэльского. Она забеременела, но поскольку одновременно у неё было несколько любовников, таких как Джордж Каннинг и Томас Лоуренс, маловероятно, что ребёнок был от Смита. С возобновлением войны с Францией в 1803 году Смит вновь вернулся на флот.
Смита интересовали новые методы ведения войны. В 1804 и 1805 годах он работал с американским изобретателем Робертом Фултоном над планами по разработке торпед и мин для защиты от французского флота вторжения, собирающегося у французского и бельгийского побережья. Однако попытка использовать торпеды в сочетании с ракетами Конгрива при атаке на Булонь-сюр-Мер была сорвана из-за плохой погоды и действий французских канонерских лодок. Несмотря на неудачу, партнёры предложили использовать ракеты, мины и торпеды против объединённого французского и испанского флота в Кадисе. Однако такая необходимость отпала, поскольку объединённый флот потерпел поражение в Трафальгарское сражении в октябре 1805 года.

### Осада Аккры

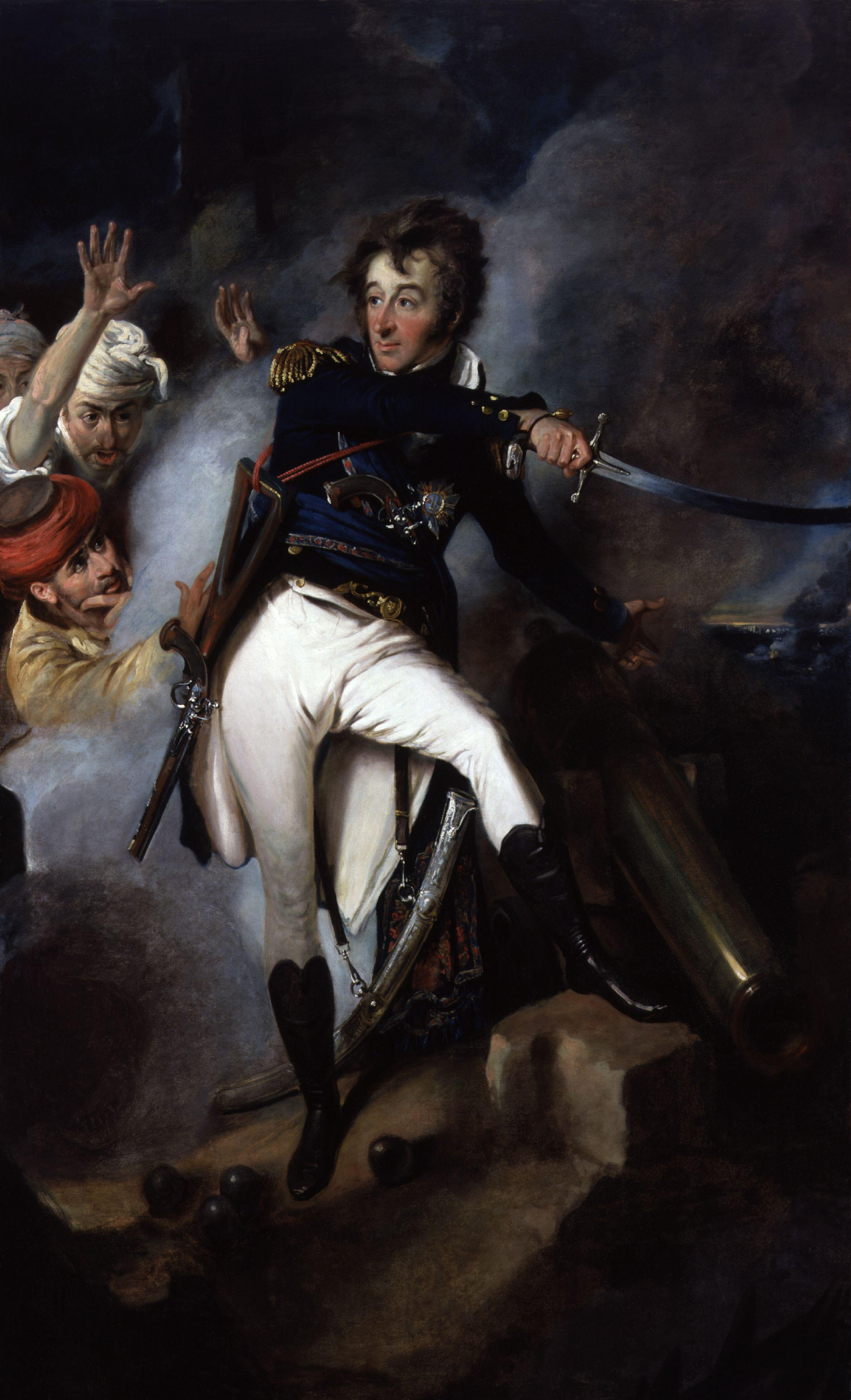
Смит в сражении у Акры

В качестве коммодора командовал двумя кораблями против армии Наполеона в Сирии. Прославился своими действиями при осаде Акры, где помогал Ахмеду Аль-Джаззару, правителю вилайета Дамаска. Это был один самых значительных эпизодов похода Наполеона в Египет и Сирию. Участвовал в Абукирском сражении 1799 года, Дарданелльской операции 1807 года и сражении при Ватерлоо.
10 января 1837 года сэр Уильям был произведен в чин адмирала красного флага.

### Португалия и Бразилия
В октябре 1807 года Испания и наполеоновская Франция подписали договор о разделе Португалии между собой. В ноябре 1807 года Смит был назначен командовать экспедицией в Лиссабон, чтобы либо помочь португальцам противостоять нападению, либо уничтожить португальский флот и заблокировать гавань в Лиссабоне, если это не удастся. Смит организовал отплытие португальского флота в Рио-де-Жанейро, в Бразилию, которая в то время была португальской колонией. После благополучного прибытия в Бразилию за сопровождение португальской королевской семьи адмирал Смит был награждён принцем-регентом Жуаном Большим крестом Ордена Башни и Меча. Позже он участвовал в планировании нападения на испанские колонии в Южной Америке вместе с португальцами, но в 1809 году был отозван в Великобританию, прежде чем какой-либо из планов удалось осуществить. Он получил широкое признание за свои действия, и к нему относились как к герою, но правительство продолжало относиться к нему с подозрением, и ему не было оказано никаких официальных почестей. 31 июля 1810 года Смит был произведен в вице-адмиралы. Позже в октябре того же года, он женился на Кэролайн Рамбольд, вдове дипломата сэра Джорджа Рамбольда, с которым работал.

## Последние годы службы
После победы над Наполеоном Смит занялся борьбой против рабства. Берберийские пираты веками действовали у побережья Северной Африки. Они обращали в рабство пленных моряков и даже совершили набеги с целью похищения людей с европейских побережий, включая Англию и Ирландию. Смит посетил Венский конгресс, чтобы собрать средства на борьбу с пиратством и работорговлей в Африке рабства.

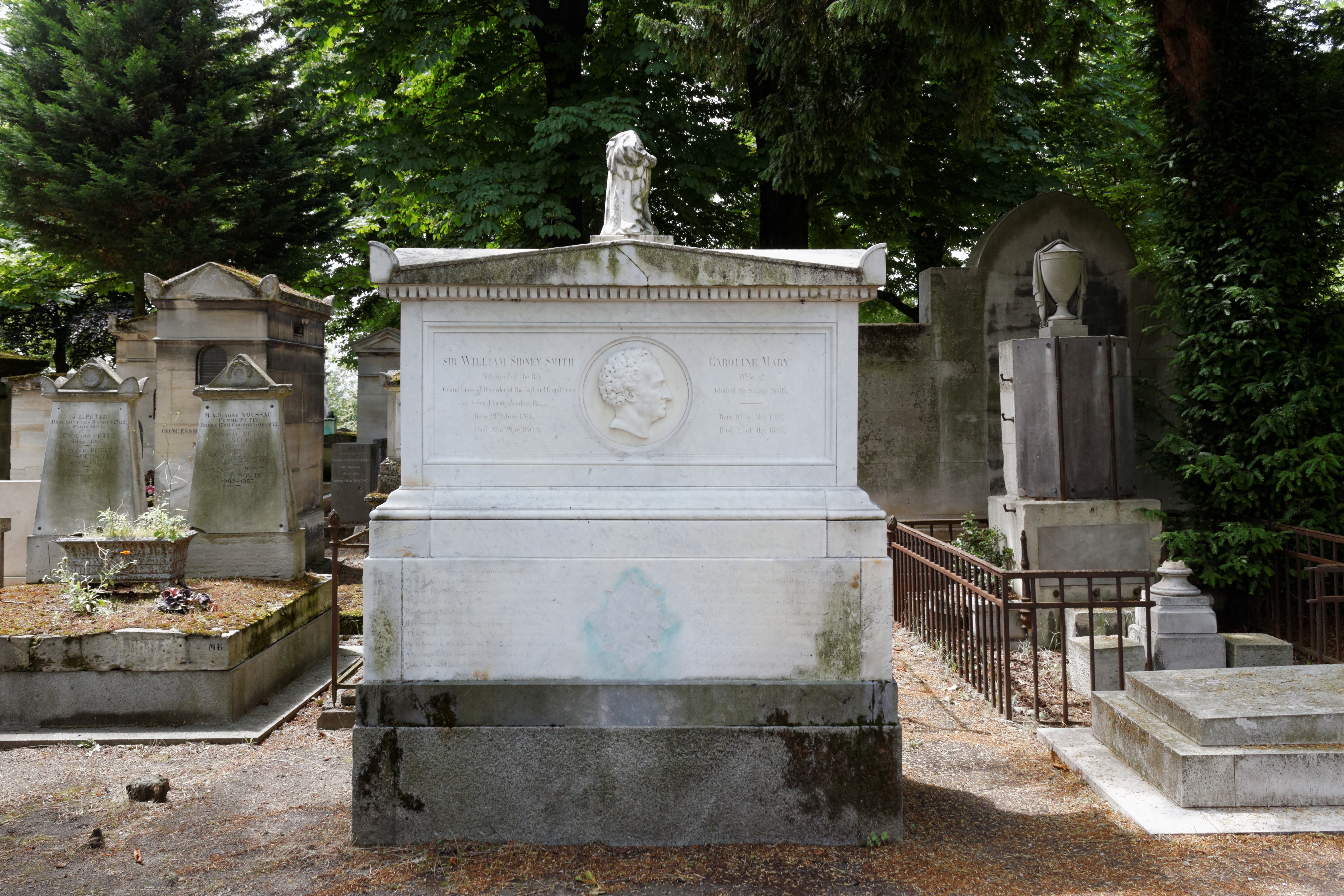
Могила сэра Сидни Смита и его жены Кэролайн на кладбище Пер-Лашез, Париж.

К этому времени у Смита накопились значительные долги за его дипломатические расходы, которые британское правительство не торопилось возмещать. Его усилия по мобилизации общественного мнения против работорговли также стоили больших денег. В Великобритании в то время должников часто сажали в тюрьму до тех пор, пока они не выплачивали долги, поэтому Смит перевез свою семью во Францию, поселившись в Париже. В конце концов правительство возместило его расходы и увеличило пенсию. Попытки получить командную должность на флоте окончились неудачей. Смит умер 26 мая 1840 года от инсульта. Похоронен вместе с женой на кладбище Пер-Лашез в Париже.

## Память
7 апреля 1801 года в честь сэра Сиднея Смита был назван город в округе Делавэр штата Нью-Йорк (США). В июне 1811 года Смит
был избран членом Королевского общества.

### Комментарии
1. ↑  Предпочитал называться вторым именем — Сидни
2. ↑  В конце жизни Наполеон сказал о Сидни Смите: «Этот человек отнял у меня шанс на удачу …» (фр. Cet homme m'a fait manquer ma fortune…).
3. ↑  В 1780 году Смиту было семнадцать лет. По правилам британского флота офицерское звание могло быть присвоено не ранее девятнадцати лет, для Смита было сделано исключение за храбрость.
4. ↑  Несколько британских морских офицеров, как и Смит, переведённых на половину оклада, поступили на службу в русский флот, и шестеро из них погибли в бою при Свенскунде. В результате служба Смита в шведском флоте вызвала к нему неприязнь многих офицеров.
5. ↑  По возвращении в Англию Смит столкнулся с насмешками других офицеров за использование шведского рыцарского титула. Прозвище «Шведский рыцарь» закрепилось за ним на долгие годы.

### Сноски
1. ↑  Deutsche Nationalbibliothek Record #117437387 // Gemeinsame Normdatei (нем.) — 2012—2016.
2. ↑  Lundy D. R. Admiral Sir Sidney Smith // The Peerage (англ.)
3. 1 2  Смит, Вилльям Сидней // Энциклопедический словарь Брокгауза и Ефрона : в 86 т. (82 т. и 4 доп.). — СПб., 1890—1907.
4. ↑  LondonGazette, 10 января 1837 года